# 643
643 је била проста година.

## Догађаји
- Цар Констанс II признаје Теодора Рштунија за владара Јерменије, након његовог успешног похода против муслимана. Именује га за команданта (накхарар) јерменске војске.
- Маурикије себе назива дуксом Рима и устаје против егзарха Исака (Егзархат Равена). Он проглашава независност Рима од Егзархата и од Византијског царства.
- Ломбардски краљ Ротари издаје Едиктум Ротхари, што је прва кодификација ломбардског права (написана на латинском). Едикт гарантује права само ломбардским поданицима.
- Војвода Леутари II је убио Отона, градоначелника Аустразије. Наследио га је Гримоалд Старији, најстарији син Пепина од Ландена.
- Краљ Цинегилс од Весекса умире након 32-годишње владавине, а наследио га је његов син Ценвалх (који је још увек паганин); жени се сестром краља Пенде од Мерсије.
- Пероз III, син Јаздегерда II, последњег сасанидског краља Персије, бежи на територију под контролом династије Танг у Кини.
- Византијско-арапски ратови: Арапске војске настављају своју војну експанзију у Северну Африку и опсаде града Триполија. Град је заузет после месец дана.
- Амр ибн ал-Ас шаље одред у Сабрату (савремена Либија). Град пружа слаб отпор, али се убрзо предаје и пристаје да плати данак.
- Кинеска амбасада је послата у Северноиндијско царство. Позива их цар Харша, који одржава будистички сазив у престоници Канауј, на коме присуствује 20 краљева и хиљаде ходочасника.
- Таизонг поручује уметнику Јану Либену да наслика портрете 24 владина званичника у природној величини у Лингјан павиљону, у знак сећања на њихову службу и допринос оснивању династије Танг.